# Mercè Morros i Torrent
Mercè Morros Torrent (Igualada, Anoia, 9 de març de 1969 - Santiago de Compostel·la, 22 d'abril de 2022) fou una jugadora de bàsquet catalana.
Pivot, competí al Bàsquet Manresa Sant Francesc a la Primera Divisió durant sis temporades (1984-90), destacant el subcampionat de Lliga catalana aconseguit el 1987. Posteriorment, jugà a la Universitat d’Oviedo (1990-91), Cepsa Tenerife (1991-92), Aucalsa Oviedo (1992-94) i Club Bàsquet Cornellà (1994-95). Es retirà esportivament als vint-i-sis anys i, posteriorment, s'instal·là a Santiago de Compostel·la.
Després d'una llarga malaltia, morí l'abril de 2022. Com a homenatge pòstum, s'organitzà a Santiago el primer Torneig Memorial Mercè Morros, competició a favor de l'Associació Espanyola contra el Càncer.